# 360P/WISE
Pour les articles homonymes, voir Comète WISE.
360P/WISE est une comète périodique découverte le 6 août 2010 par le télescope spatial de la NASA Wide-field Infrared Survey Explorer (WISE).
Elle est retrouvée grâce à des observations réalisées le 20 septembre 2017 avec le télescope OGS installé à l'observatoire du Teide.